# Cattedrale di Digione

La cattedrale di San Benigno, in francese: cathédrale Saint-Bénigne, è la chiesa principale di Digione, in Francia, e la cattedrale dell'omonima arcidiocesi.
La chiesa fu classificata nel 1862 Monumento storico di Francia, mentre la cripta lo era già dal 1846.

## Storia e descrizione

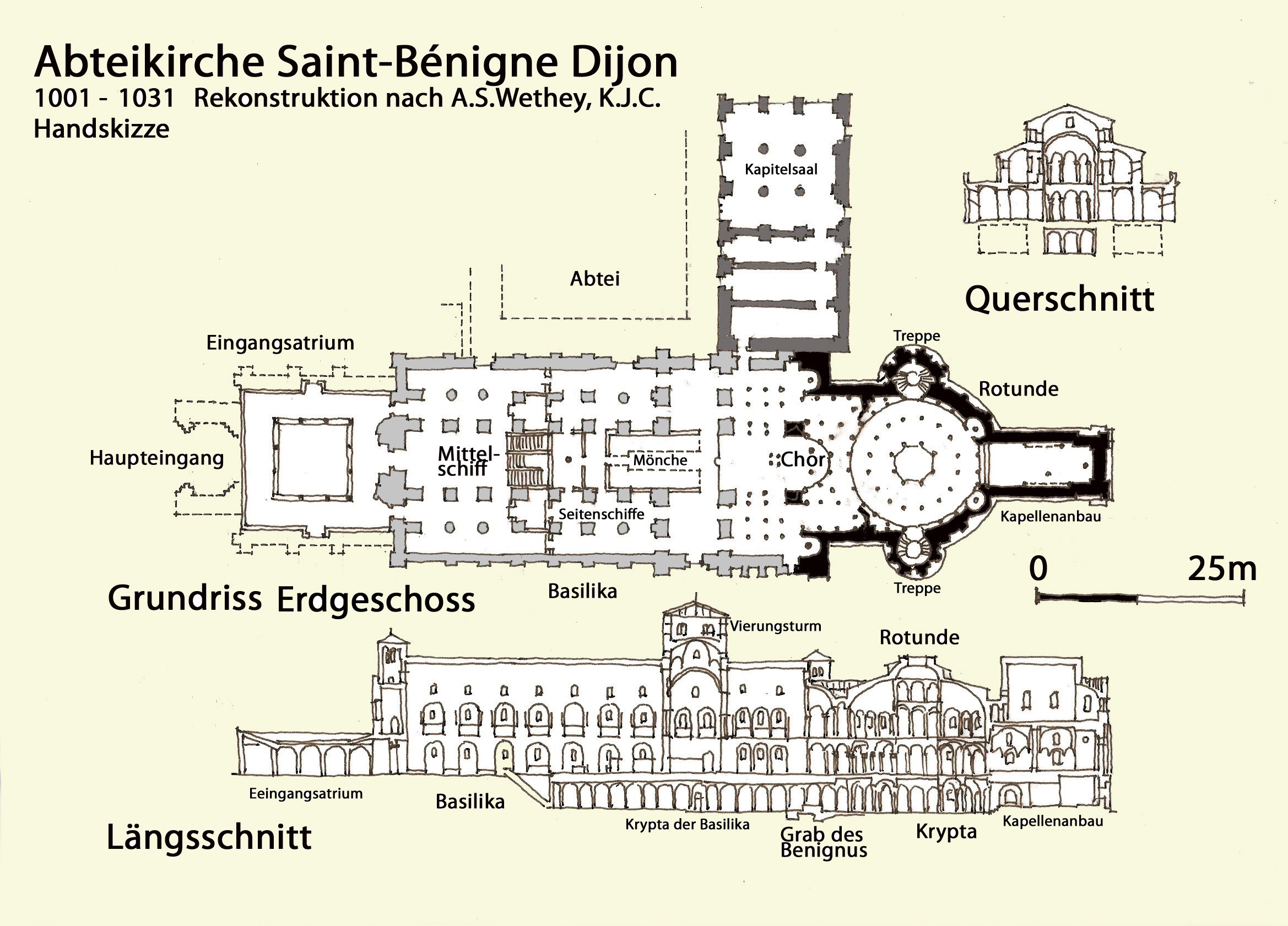
Pianta e spaccato dell'Abbazia romanica.

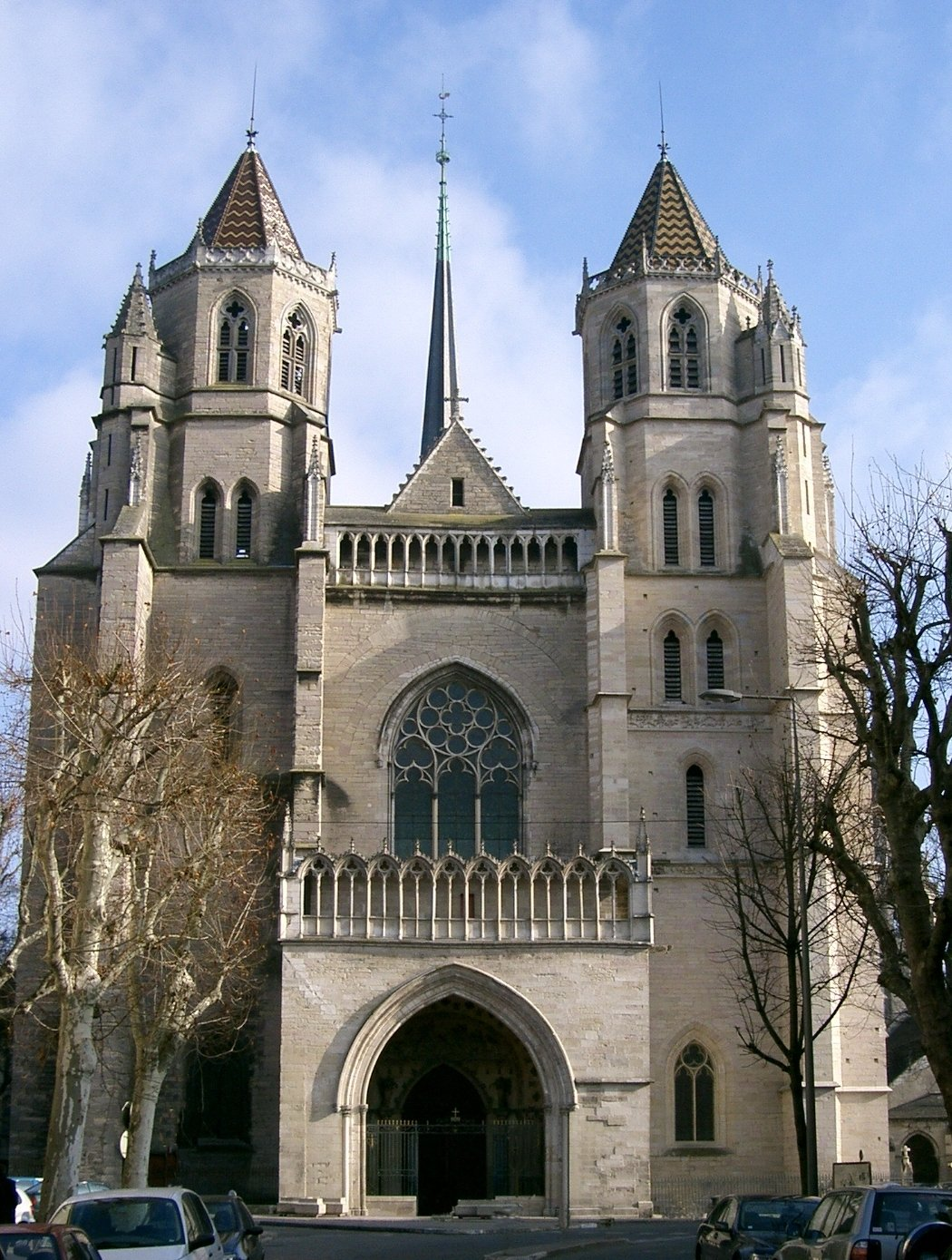
La facciata.

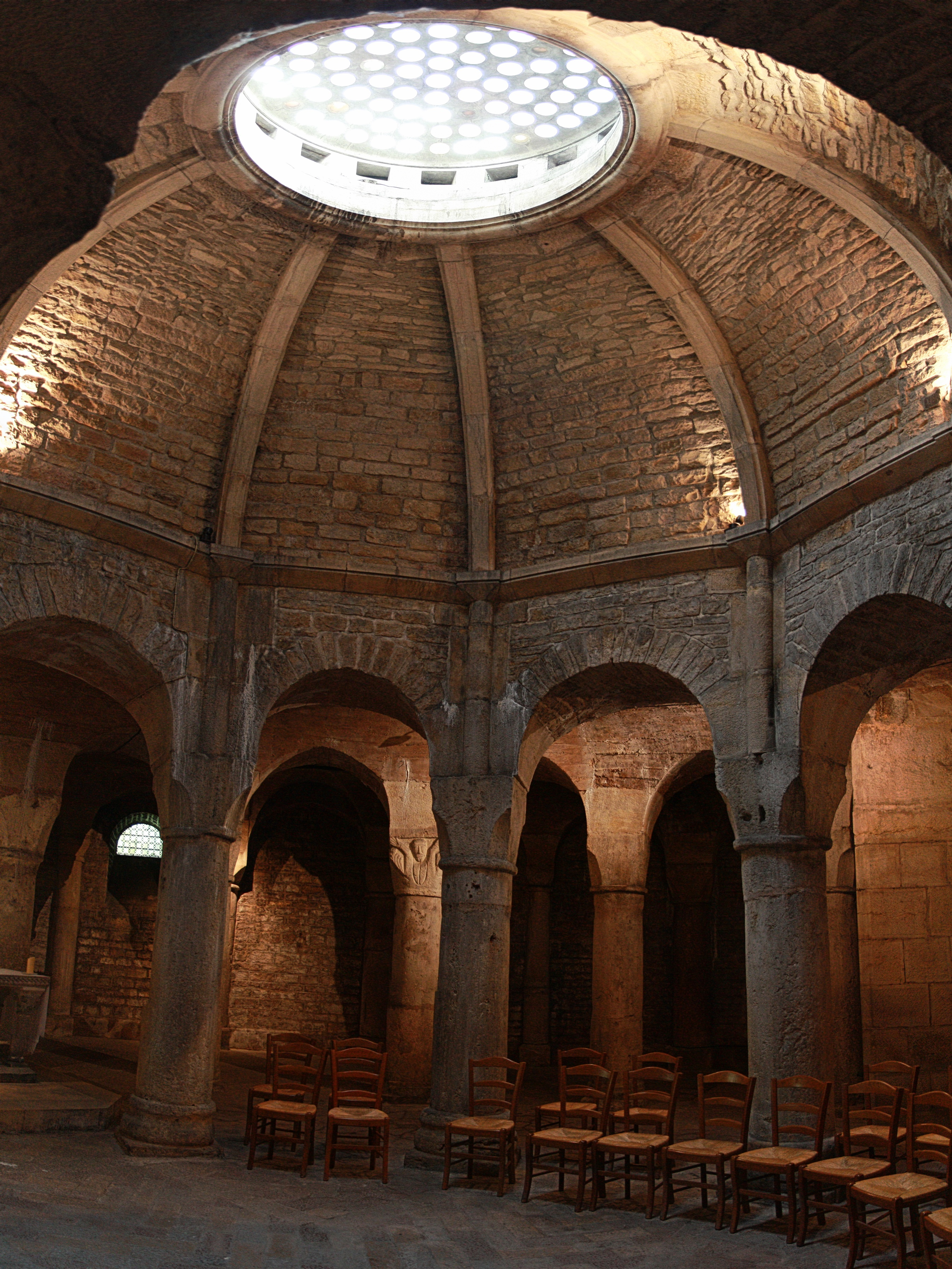
La Cripta detta Rotonda.

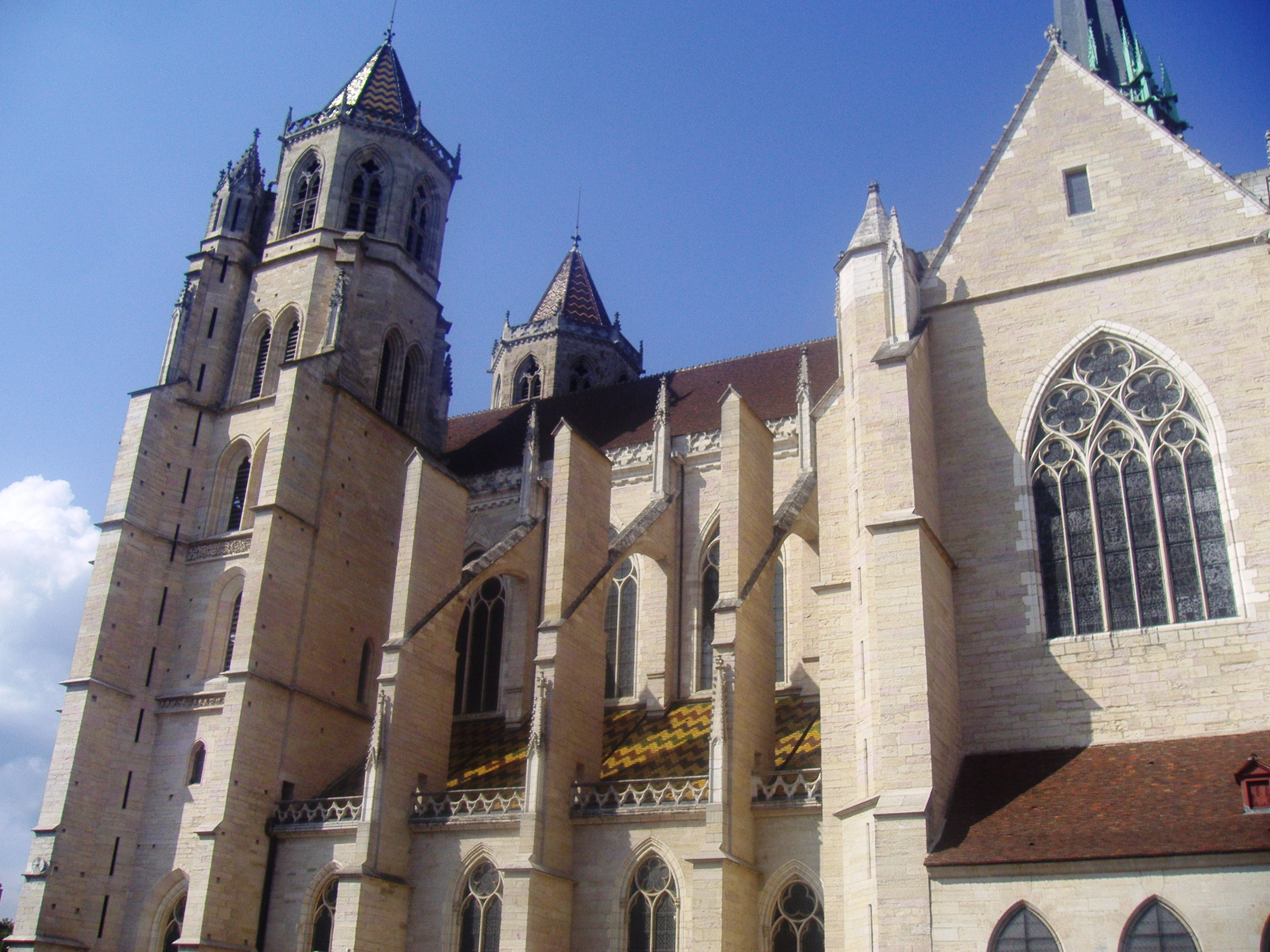
Veduta delle torri.

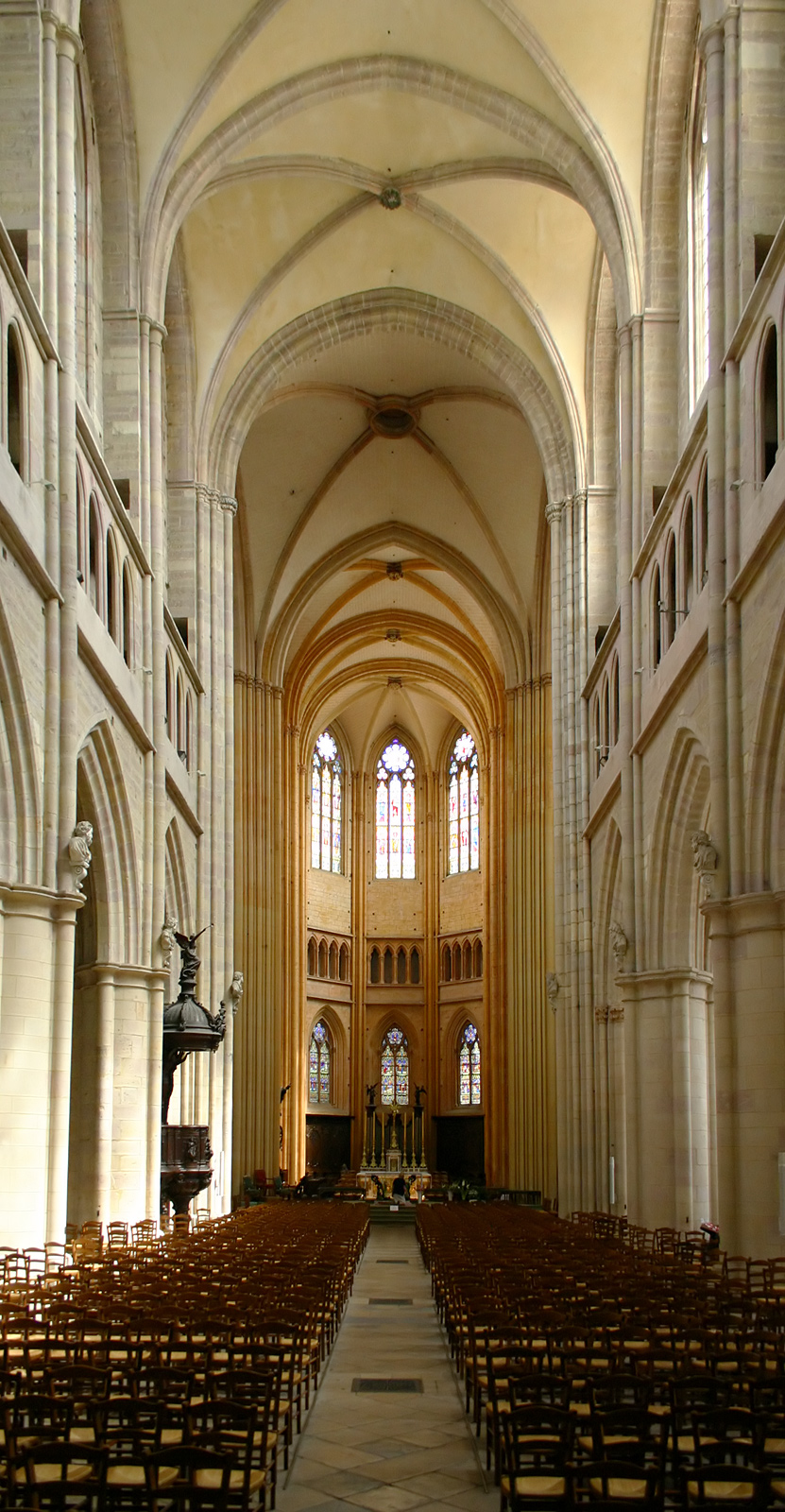
L'interno.

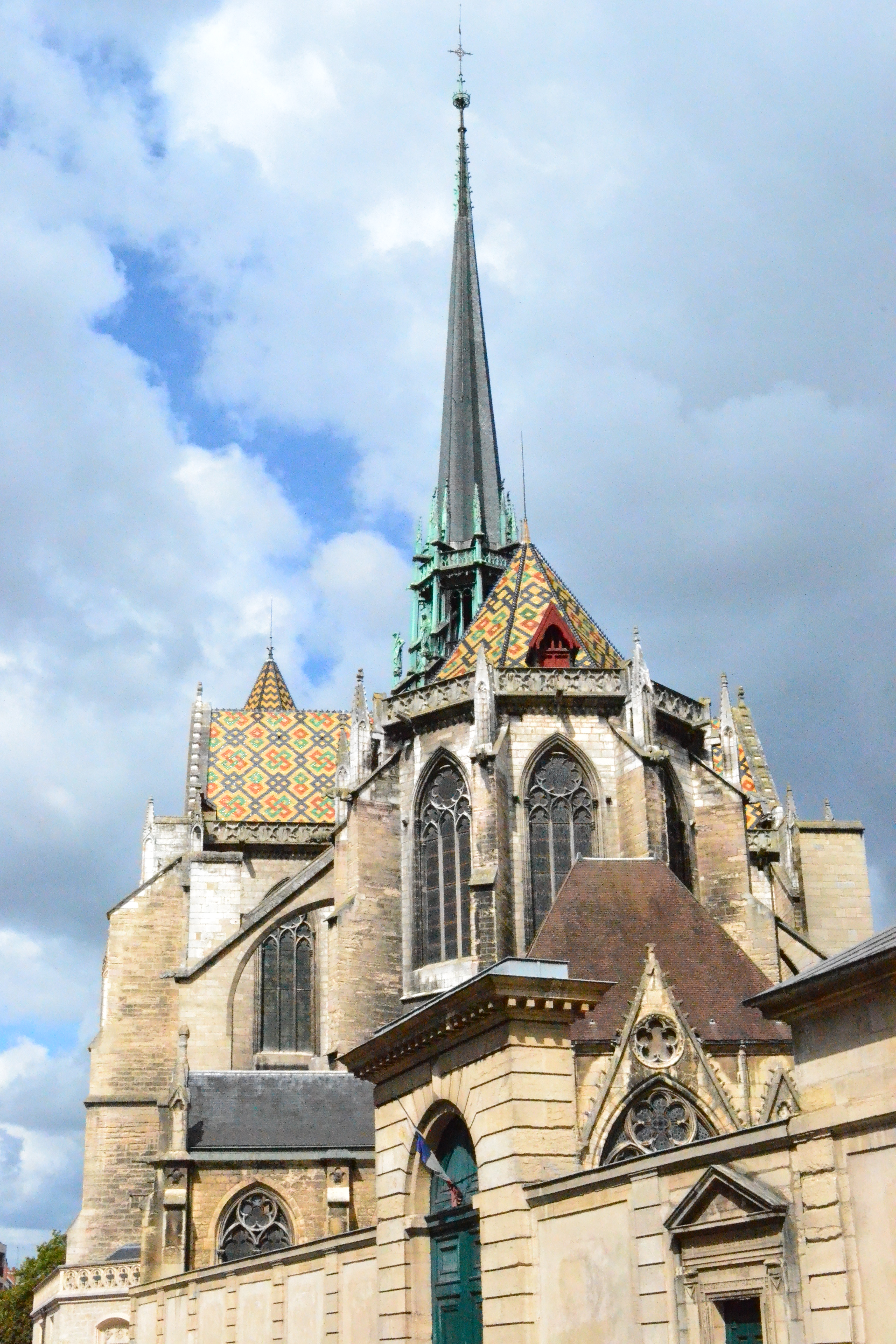
Veduta del coro.

### Gli edifici merovingi
Nel 511 sotto il regno di Clodoveo I il vescovo San Gregorio di Langres fece costruire una cripta per porvi il sarcofago con le spoglie di San Benigno, martire cristiano del II secolo. In seguito vi si costruì sopra la basilica, consacrata nel 535.
Nell'871 il vescovo di Langres Isacco, restaurò la basilica e vi fondò attorno un'abbazia benedettina.
Il vescovo Brunone di Roucy vi stabilisce nel 989 l'Ordine di Cluny e Mayeul, abate di Cluny vi invia alcuni dei migliori monaci. Dodici monaci arrivano a Digione il 24 novembre, e l'anno dopo, nel 990 arrivò Guglielmo da Volpiano che ne divenne l'abate.

### Le costruzioni romaniche
Il complesso abbaziale, già in rovina, venne completamente distrutto nell'anno 1000 e il 14 febbraio 1002 si pose la prima pietra dei nuovi edifici. Si legge infatti nella biografia di Rodolfo il Glabro:
«Si verificò che andasse in rovina una parte della chiesa di San Benigno martire nella quale per volere di Dio Guglielmo era abate. Quando i muratori vollero ripararla quella stessa parte si rovinò maggiormente. Quell'uomo santo, di fronte a questo, comprese che Dio gli inviava un segno che conveniva rifare tutta la chiesa dalle fondamenta…»
Guglielmo da Volpiano dirige in prima persona i lavori e le manovalanze venute dalla Lombardia. Inizia la costruzione di tre santuari composti da una chiesa sotterranea, per accogliere la tomba di san Benigno; da una chiesa a pianterreno, per il culto; e da una Rotonda a tre piani, dietro il coro delle due chiese. Venne subito definita merabiliorem basilicis totius Galliae (la più mirabile di tutte le basiliche della Gallia).
La sua edificazione fruttò a Guglielmo da Volpiano fama di gran costruttore. Egli fu infatti protagonista dell'espansione architettonica dell'anno mille, e questa fu la sua opera più importante. Ne diresse personalmente i lavori dettando precise disposizioni su come doveva essere realizzato l'edificio. Esso infatti venne costruito seguendo precisi canoni legati alla riforma monastica e architettonica, legata alle maggiori personalità religiose del momento e ad esempi come la grandiosa abbazia di Cluny, realizzata su donazione del duca Guglielmo I di Aquitania. A Saint-Bénigne come a Cluny si possono, dunque, trovare le basi di partenza per l'avvio della stagione romanica.
La chiesa ricostruita con disegni di pianta e di sezione ricavati dalle descrizioni coeve e successive era caratterizzata da una pianta di cinque navate, terminante con uno sviluppo a gradoni, che rielaborava e sviluppava la terminazione orientale di Cluny II in cui quattro altari si affiancavano a quello principale eretto sulla tomba di San Benigno, un santo martire che la tradizione vuole discepolo di San Policarpo vescovo di Smirne e a sua volta ordinato dallo stesso Giovanni apostolo ed evangelista. La tomba di San Benigno era già venerata nel V secolo. L'edificio aveva 104 colonne al piano interrato e 121 al piano terra; le navate laterali erano sormontante da matronei voltati; le fonti testimoniano infatti che le navate erano a doppia volta.
Le chiese vennero consacrate il 30 ottobre 1016 e la rotonda il 13 maggio 1018.

#### La rotonda
La chiesa era completata dalla "Rotonda" un edificio a tre piani di circa 19 metri di diametro a cui si accedeva dalla chiesa inferiore, da un'ampia cripta che occupava gran parte della lunghezza del corpo longitudinale. Il fedele passava così dall'oscurità delle volte della chiesa inferiore alla luminosità della rotonda in cui i pilastri si disponevano in 3 file concentriche, su tre piani sovrapposti creando una vera e propria colonna di luce che entrava dalle finestre della cupola e dalle monofore degli ambulacri. Di questa straordinaria struttura oggi non rimane che il piano terra, e a causa dell'interramento è avvolta dalle tenebre. Le colonne (8 nel primo giro 16 nel secondo e 22 nel terzo) erano pesanti e massicce in quanto dovevano sostenere il peso dei piani sovrastanti.

### La chiesa gotica
Fra il 1280 e il 1393 venne costruita l'attuale cattedrale gotica, al posto della precedente basilica, crollata. Il piano interrato della rotonda è la sola vestigia del vecchio complesso, riadattata a cripta della cattedrale.
Il 31 luglio 1479 il re Luigi XI di Francia vi conferma la sua protezione alla città.
Il 9 aprile 1731 venne eretta la diocesi di Digione e la sede fu trasferita a San Benigno elevata a cattedrale nel 1813  (dopo che la precedente cattedrale, Santo Stefano, fu vandalizzata e sconsacrata).
Dopo una lunga serie di abati commendatari, titolo e rendite furono unite alla diocesi locale già nel 1776.